# Nikão
Nikão, właśc. Maycon Vinícius Ferreira da Cruz (ur. 29 lipca 1992 w Montes Claros) – brazylijski piłkarz występujący na pozycji ofensywnego pomocnika lub skrzydłowego, od 2024 roku zawodnik São Paulo.